# Józef Kubik
Józef Kubik (ur. 16 marca 1944 r. w Janowicach) – polski inżynier mechanik i nauczyciel akademicki, profesor nauk technicznych, rektor Uniwersytetu Kazimierza Wielkiego w Bydgoszczy w latach 2006–2012.

## Życiorys
Absolwent Technikum Mechaniczno–Elektrycznego w Bielsku-Białej (1962).  W 1968 ukończył studia na Wydziale Maszyn Roboczych i Pojazdów Politechniki Poznańskiej i podjął pracę naukowo-dydaktyczną w tej uczelni (1968 – 1974). W tym czasie, w latach 1968 – 1970, zaliczył studia pedagogiczne w ramach Asystenckich Studiów Przygotowawczych.  W 1972 r. uzyskał z wyróżnieniem stopień naukowy doktora w dyscyplinie mechanika, broniąc pracę „Pole temperatury, naprężeń i przemieszczeń w tarczy półnieskończonej wywołane działaniem ruchomego źródła ciepła”. W pracy naukowej zajmował się zagadnieniami z zakresu fizyki i mechaniki środowiska, fizyki materiałów przepuszczalnych oraz mechaniki ośrodków ciągłych

W r. 1974, w myśl uzgodnień władz Politechniki Poznańskiej i Instytutu Podstawowych Problemów Techniki PAN (IPPT PAN) w Warszawie, podjął pracę i brał udział w utworzeniu placówki PAN w Poznaniu – Samodzielnej Pracowni Teorii Konsolidacji i Termodyfuzji IPPT PAN – otwierającej nowe pola badawcze dotyczące  materiałów z wewnętrzną strukturą oraz ośrodków porowatych, przepuszczalnych, nasyconych cieczą. W tej jednostce był organizatorem Zespołu Naukowego, planów badawczych i projektów grantowych.  W  r. 1982 uzyskał stopień doktora habilitowanego w IPPT PAN na podstawie rozprawy „Mechanika silnie odkształcalnych ośrodków o anizotropowej przepuszczalności”.  Tytuł profesora nauk technicznych otrzymał w r. 1992. Kierował Pracownią Mechaniki Materiałów Porowatych (1983 – 1996), w roku 1996 objął stanowisko profesora zwyczajnego. 

Staże naukowe odbył w Instytucie Automatyki Politechniki Łódzkiej, w Międzynarodowym Centrum Mechaniki CISM, Udine (Włochy), Instytucie Wymiany Masy i Ciepła Białoruskiej Akademii Nauk w Mińsku, w Centrum Fizyki w Bad Honnef (Niemcy), w Instytucie Mechaniki Czechosłowackiej Akademii Nauk w Pradze. Przebywał jako stypendysta Japan Society for the Promotion of Science na Wydziale Aeronautyki Uniwersytetu w Kioto.  Prezentował cykle wykładów w Uniwersytecie J. Fouriera w Grenoble, Uniwersytecie Technicznym w Essen, Uniwersytecie Strathclyde w Glasgow, Uniwersytecie w Lille, Uniwersytecie La Sapenza w Rzymie oraz w Lwowskim Centrum Matematycznego Modelowania Ukraińskiej Akademii Nauk.

Od 1975 r. J. Kubik łączył pracę naukową w IPPT PAN z pracą dydaktyczną w Wyższej Szkole Pedagogicznej w Bydgoszczy na kierunku technicznym, której środowisko akademickie podejmowało starania o uniwersytecki awans. W roku 1996, na mocy porozumienia pomiędzy Rektorem WSP i Dyrektorem IPPT PAN, zespół Pracowni Mechaniki Materiałów Porowatych wraz z bazą eksperymentalną i zasobami bibliotecznymi został afiliowany przez WSP wzmacniając kadrowo Wydział Matematyki i Techniki w formie najpierw Katedry (1996 – 2001), później Instytutu Mechaniki i Informatyki Stosowanej (od 2001 – 2020), co następnie wraz z bogatym dorobkiem pozwoliło na powołanie nowego Wydziału -  Wydziału Mechatroniki (2020 - ) oraz Instytutu Informatyki. Z jego inicjatywy, przy współudziale kadry IPPT PAN w Warszawie i akceptacji MEN, uruchomiono w Bydgoszczy Środowiskowe Studia Doktoranckie (2001/2002) celem kształcenia  deficytowych w Regionie Kujawsko-Pomorskim młodych kadr naukowych z zakresu informatyki, mechaniki i inżynierii materiałowej.  Dzięki intensywnie prowadzonym badaniom całego Zespołu zostało powołane Centrum Doskonałości Badań Materiałów Porowatych „POROCENT” (2002). Te przedsięwzięcia i rozwój samodzielnej kadry naukowej dały podstawy do uzyskania przez Wydział Matematyki, Fizyki i Techniki uprawnień do doktoryzowania w dyscyplinie mechanika (2009).  W r. 2000 odbył się proces przekształcenia WSP w Akademię Bydgoską, a następnie nadanie jej przez Parlament RP statusu uniwersyteckiego – Uniwersytetu Kazimierza Wielkiego (2005).  W procesie obu przekształceń uczestniczył prof. Józef Kubik będąc wybieranym do różnych gremiów akademickich i przedstawicielskich.

Na łączny dorobek naukowy prof. Józefa Kubika składa się ponad 250 pozycji, w tym 10 opracowań monograficznych, zwartych i skryptów.  Realizował 16 grantów KBN i NCN (w tym 2 granty europejskie). Był promotorem 5 doktorów, 80 magistrów i ponad 60 inżynierów. Był recenzentem w 10 przewodach habilitacyjnych, w 9 przewodach doktorskich oraz 12 postępowaniach o tytuł profesorski.

Organizował konferencje naukowe, m.in. Kolokwium Euromech 264 nt. WAVES in SATURATED POROUS MEDIA, Poznań 1990;  TEMPUS COURSE ON ENVIRONMENTAL MECHANICS w ramach XXXI SolMec’96, Olsztyn 1996;  Międzynarodową Szkołę Letnią nt. NOWOCZESNE MATERIAŁY POROWATE, Bydgoszcz 2003 -  w ramach Centrum Doskonałości POROCENT AB i Centrum Doskonałości AMAS IPPT PAN, Warszawa (współorganizator i koordynator Szkoły); był współorganizatorem i współprzewodniczącym I-go Kongresu Mechaniki Polskiej, Warszawa 2007;  członkiem Komitetu Naukowego i Komitetu Honorowego odpowiednio II-go (2011) i III-go (2015) Kongresu Mechaniki Polskiej.

Był wybierany w skład Komitetu Mechaniki PAN (4 kadencje, 1999 - 2014),  członkiem zewnętrznym Rady Naukowej Instytutu Budownictwa Wodnego PAN w Gdańsku  (2002 – 2006).   W latach 2001 – 2005  był powołany przez Ministra Środowiska w skład Państwowej Rady Ochrony Środowiska. Przez wiele lat brał aktywny udział w działalności Polskiego Towarzystwa Mechaniki Teoretycznej i Stosowanej (PTMTS) pełniąc powierzone przez delegatów funkcje: m.in. sekretarza generalnego PTMTS (1996 – 2000),  wiceprzewodniczącego (2001 – 2003) oraz przewodniczącego Zarządu Głównego PTMTS (2003 – 2007). Obecnie jest członkiem honorowym PTMTS. 

Po 52 latach aktywności zawodowej zakończył działalność akademicką i w r. 2020 przeszedł w stan spoczynku.
Jest żonaty, ma córkę.

## Rektor Uniwersytetu Kazimierza Wielkiego
W latach 1996–1999 pełnił funkcję prodziekana ds. nauki Wydziału Matematyki, Fizyki i Techniki WSP, następnie przez dwie kadencje wypełniał funkcję prorektora ds. nauki i współpracy z zagranicą (1999 – 2005) Akademii Bydgoskiej. W latach 1999–2003 przewodniczył jednocześnie komitetowi redakcyjnemu Oficyny Wydawniczej AB. Był również dyrektorem Instytutu Mechaniki Środowiska i Informatyki Stosowanej na UKW.

W r. 2005 został wybrany rektorem nowo powołanego przez Parlament RP Uniwersytetu Kazimierza Wielkiego (UKW), zaś w r. 2008 wybrany ponownie rektorem UKW na kadencję 2008 – 2012. Z jego inicjatywy, w trakcie pierwszej kadencji, wdrożono „Plan Rozwoju UKW na lata 2006 – 2010”, którego realizacja skutkowała podwojeniem liczby kierunków studiów, zwiększeniem liczby uprawnień akademickich oraz powołaniem 3 nowych Wydziałów Uniwersytetu. Jednocześnie skuteczne starania rektora o środki finansowe w MNiSzW oraz Urzędzie Marszałka Województwa Kujawsko-Pomorskiego umożliwiły podjęcie i ukończenie w latach 2006 – 2010 prac modernizacyjnych i rewitalizację zabytkowych obiektów UKW (przy pl. Weyssenhoffa i gmachu Copernicanum z salą koncertową) przywracając ich piękno i wartość dla UKW i miasta. Przeprowadzono również rewitalizację większości wnętrz i historycznych korytarzy w budynku rektoratu poprawiając ogólny wizerunek uniwersytetu. Wzorowo przeprowadzone prace rewitalizacyjne zabytkowych obiektów zostały wyróżnione Statuetkami „Bydgoski Feniks”  w r. 2007 i 2009 roku. 

Poszerzoną perspektywę rozwojową UKW, pod kierownictwem prof. Józefa Kubika, zaprezentowano w opracowanej „Strategii Rozwoju UKW na lata 2011 – 2015” zawierającej zestaw kierunkowych celów strategicznych zgodnych z misją dobrego funkcjonowania uczelni. Jednym  z celów strategicznych kadencji 2008 – 2012  było efektywne zarządzanie uniwersytetem, a jednocześnie znaczne poszerzenie jego infrastruktury badawczej i dydaktycznej. W tym zakresie przygotowano projekty, zabezpieczenie finansowe (m.in. z Funduszy Strukturalnych UE) i podjęto realizację dwóch dużych przedsięwzięć inwestycyjnych: budowę gmachu Biblioteki Uniwersyteckiej oraz Centrum Edukacji Kultury Fizycznej i Sportu. Umowy dotyczące przygotowania Indywidualnych Projektów Kluczowych pomiędzy Rektorem UKW i Marszałkiem WK-P zawarto w 2008 roku, zaś pierwsze umowy z wykonawcami budów zawarto w 2010 roku. Tereny niezbędne dla realizacji wymienionych inwestycji przekazali na rzecz UKW Prezydenci miasta Bydgoszczy.

Dokument Strategii był silnym impulsem do unowocześnienia organizacji pracy uniwersytetu i gospodarowania funduszami przy szerokim wykorzystaniu metod komputerowych, zaś widoczny przyrost infrastruktury spotkał się z życzliwym przyjęciem zarówno społeczności uniwersytetu, jak też mieszkańców miasta dostrzegających wyraźniej kształt Miasteczka Uniwersyteckiego w Bydgoszczy. 

Wymienione starania o poprawę jakości infrastruktury budowlanej UKW uzupełniała aplikacja projektu do Programu Termomodernizacji otrzymując pozytywną decyzję o wsparciu finansowym dla 3 obiektów uniwersytetu.

Od r. 2006  Uniwersytet był co roku miejscem edukacyjnej kampanii informacyjnej dla uczniów klas maturalnych w ramach Kujawsko–Pomorskiego Salonu Maturzystów „Perspektyw”, a także głównym organizatorem i koordynatorem Bydgoskiego Festiwalu Nauki popularyzującego osiągnięcia nauki i kultury, zapoczątkowany przez prof. Kubika w 2003 roku. Rok 2009 był jubileuszowym 40. rokiem działalności uczelni i rektor wraz ze współpracownikami wspierali wiele przedsięwzięć naukowych, kulturalnych i sportowych podejmowanych przez społeczność akademicką promując ambitną działalność UKW.  Zarządzeniem Rektora UKW, w 2007 r. powołano Uniwersytet Trzeciego Wieku służący dużej liczbie seniorów.

## Niektóre profilowe prace naukowe
- Modelling coupled phenomena in saturated porous materials. Wyd. IPPT PAN,  Warszawa, Lecture  Notes, (ss. 540), 2003.    Autorzy: J. Kubik, I. Murdoch, M. Kaczmarek; ISSN 1642-0578.
- Podstawy dynamiki nasyconych ośrodków porowatych. Wyd. IPPT PAN, Biblioteka Mechaniki Stosowanej, Seria A. Monografie,      Warszawa, (str. 240), 2000. Autorzy: J. Kubik, M. Cieszko, M. Kaczmarek; ISBN 83-910387-6-9.
- Porous Media. Praca zbiorowa. (Ed. J. Kubik), J. Theor.& Appl. Mechanics, Spec. Issue, Warszawa, (ss. 315), ISSN 1429-2955.
- Porowate spieki żelaza. Otrzymywanie, własności, zastosowanie. Praca zbiorowa pod red. J. Kubika, Wyd. IPPT PAN,    Warszawa, 42, (str. 148), 1986; ISSN  0208-5658.
- Mechanika silnie odkształcalnych ośrodków o anizotropowej przepuszczalności. Wyd. IPPT PAN, Warszawa, 29, (str. 75),    1981; ISSN  0208-5658.
- Mechanika Techniczna. Wyd. PWN, Warszawa, (wyd. 1) - 1980, (wyd. 2) – 1983, (str. 500), Autorzy: J. Kubik, J. Mielniczuk,  A. Wilczyński;  ISBN 83-01-01-459-8.
- Permeability and porosity of porous material with rectilinear channels.  Bull. Acad. Polon. Sci., Vol. XXVII,  No. 10 – 11,  1979, (445 – 453);
- Large elastic deformations of fluid–saturated porous solid.  Journal de Mecanique theorique et appliquee,  Numero special, 1982, (203 – 218);
- A theory of anisotropic consolidation. Ing. Arch., 53, 1983, (133 – 143), (co-auth. A. Sawczuk);
- On the methods of determination of material constants for saturated porous solids.   Engng Trans.,  33, 4, 1985,  (589 – 609),   (co-auth.  M. Kaczmarek);
- On internal coupling in dynamic equations of fluid-saturated porous solids.  Int. J. Engng Sci.,  24, 6, 1986,   (981 – 989);
- Influence of the history of relative motion of components on the interaction forces and wave propagation parameters in a fluid-porous solid composition. Engng Transactions, 36, 4, 1988, (661 – 679), (co-auth.  M. Kaczmarek);
- On the compatibility conditions in fluid-saturated porous solid contact problems. Arch. Mech., 45, 1, 1993, (77 – 91),  (co-auth. M. Cieszko);
- On the continuum modeling of porous media containing fluid. A molecular viewpoint with particular attention to scale. J. Transport in Porous Media, 19, 1995, (157 – 197), (co-auth. I. Murdoch);
- Constitutive Relations and Internal Equilibrium Condition for Fluid-Saturated Porous Solids. Nonlinear Theory. Arch. Mech.,  48, 5, 1996, (893 – 910), (co-auth.  M. Cieszko);
- Derivation of matching conditions at the contact Surface between fluid-saturated solid an bulk fluid. Transport in Porous Media, 34, 1999, (319 – 336), (co-auth.  M. Cieszko);
- Anisotropic properties of trabecular bone. Conductometric and ultrasonic studies.  Acta of Bioengineering and Biomechanics.  V. 2, suplement 1, 2000, (17 – 27), (co-auth. J. Łukowski, M. Kaczmarek);
- Propagation of ultrasonic waves in cancellous bone. Micro and macrocontinual approach. In „Poromechanics II”, Auriault et al. (eds.), A.A. Balkema Publishers, 2002, (65-70), (co-auth. M. Pakuła);
- On the added mass effect for porous media. Arch. Mech., 54, 5-6, 2002, (679 – 695), (co-auth. W. Kosiński, K. Hutter);
- Analysis of Matching Conditions at the Boundary Surface of Fluid-Saturated Porous Solid and Bulk Fluid;  The Use of Lagrange Multipliers. Continuum Mechanics and Thermodynamics, 17, 4, 2005, (351 – 359), (co_auth.  M. Cieszko);
- Description of acoustic wave propagation in inhomogeneous materials. Rozdz. w Monografii: Mathematical Methods In Continuum Mechanics, Eds. K. Wilmański, B. Michalak, J. Jędrysiak, Lodz Press, 2011, (co-auth.,  M. Cieszko);
- Equations and fundamental characteristics of compressional waves propagating in fluid-saturated porous materials.  International Journal of Engineering Science, 2021, (co-auth.  M. Cieszko).

## Nagrody, odznaczenia i wyróżnienia
Laureat m.in. Nagród MNSzWiT (MEN) I-stopnia za osiągnięcia naukowe i w dziedzinie autorstwa podręczników akademickich (1973, 1978, 1981, 1998) oraz działalność organizacyjną (2007, 2009, 2012), laureat  Nagrody Dyrektora IPPT PAN za osiągnięcia naukowe (1983), Sekretarza Naukowego PAN za kierowanie Zespołem i osiągnięcia badawcze (1989),  Nagrody Marszałka Województwa Kujawsko-Pomorskiego za działalność naukową na rzecz Regionu (2005).

Odznaczony Krzyżem Kawalerskim (1991) i Oficerskim (2005) Orderu Odrodzenia Polski, Srebrnym Krzyżem Zasługi (1980), Medalem Komisji Edukacji Narodowej (2003), Złotym Medalem „Za Zasługi dla Obronności Kraju” (2011). Wyróżniony Medalem POLONIA TECHNICA Stowarzyszenia Inżynierów i Techników Polskich w USA (2004), Honorowym Członkostwem Towarzystwa PTMTS (2009), Medalem Marszałka Województwa Kujawsko-Pomorskiego UNITAS DURAT PALATINATUS CUIAVIANO-POMERANIENSIS (2012), Medalem Kazimierza Wielkiego za zasługi dla miasta Bydgoszczy oraz uhonorowany przez Prezydenta i Sekretarza Naukowego Ukraińskiej Akademii Nauk za polsko-ukraińską współpracę w zakresie badań materiałów (2005). Wyróżniony Medalem Honorowym Uniwersytetu Kazimierza Wielkiego „Casimir Magnus” (2015).

## Ważniejsze członkostwa
- 1999 – 2014  członek Komitetu Mechaniki PAN[3],
- 2001 – 2005  członek Państwowej Rady Ochrony Środowiska,
- 2004 – 2005  członek Komitetu Monitorującego Funduszy Strukturalnych Regionu Kuj – Pom.,
- 2005 – 2008  członek Komitetu Sterującego projektu „KUJPOMRIS” w ramach 6PR  UE,
- 2002 – 2006  przewodniczący Kapituły Nagród i Stypendiów Naukowych Prezydenta Bydgoszczy,
- 2007 – 2008  członek Kapituły Nagród Marszałka Województwa Kujawsko – Pomorskiego,
- 2002 – 2006  członek Rady Naukowej Instytutu Budownictwa Wodnego PAN w Gdańsku,
- 1989 – 2006  członek Rady Naukowej IPPT PAN w Warszawie.